# 5023 Agapenor
Az 5023 Agapenor (ideiglenes jelöléssel 1985 TG3) egy kisbolygó a Naprendszerben. Carolyn Shoemaker és Eugene Merle Shoemaker fedezte fel 1985. október 11-én.